# Holbrookia
Holbrookia is een geslacht van hagedissen uit de familie Phrynosomatidae.

## Naam en indeling
De wetenschappelijke naam van de groep werd voor het eerst voorgesteld door Charles Frédéric Girard in 1851. Er zijn zes verschillende soorten, de soort Holbrookia subcaudalis werd lange tijd beschouwd als een ondersoort van Holbrookia lacerata.
De wetenschappelijke geslachtsnaam Holbrookia is een eerbetoon aan de Amerikaanse herpetoloog John Edwards Holbrook (1796 – 1871).

### Soorten
Het geslacht omvat de volgende soorten, met de auteur en het verspreidingsgebied.
| Naam                   | Auteur               | Verspreidingsgebied      |
| ---------------------- | -------------------- | ------------------------ |
| Holbrookia approximans | Baird, 1859          | Mexico                   |
| Holbrookia elegans     | Bocourt, 1874        | Mexico, Verenigde Staten |
| Holbrookia lacerata    | Cope, 1880           | Mexico, Verenigde Staten |
| Holbrookia maculata    | Girard, 1851         | Mexico, Verenigde Staten |
| Holbrookia propinqua   | Baird & Girard, 1852 | Mexico, Verenigde Staten |
| Holbrookia subcaudalis | Axtell, 1956         | Mexico, Verenigde Staten |

## Uiterlijke kenmerken

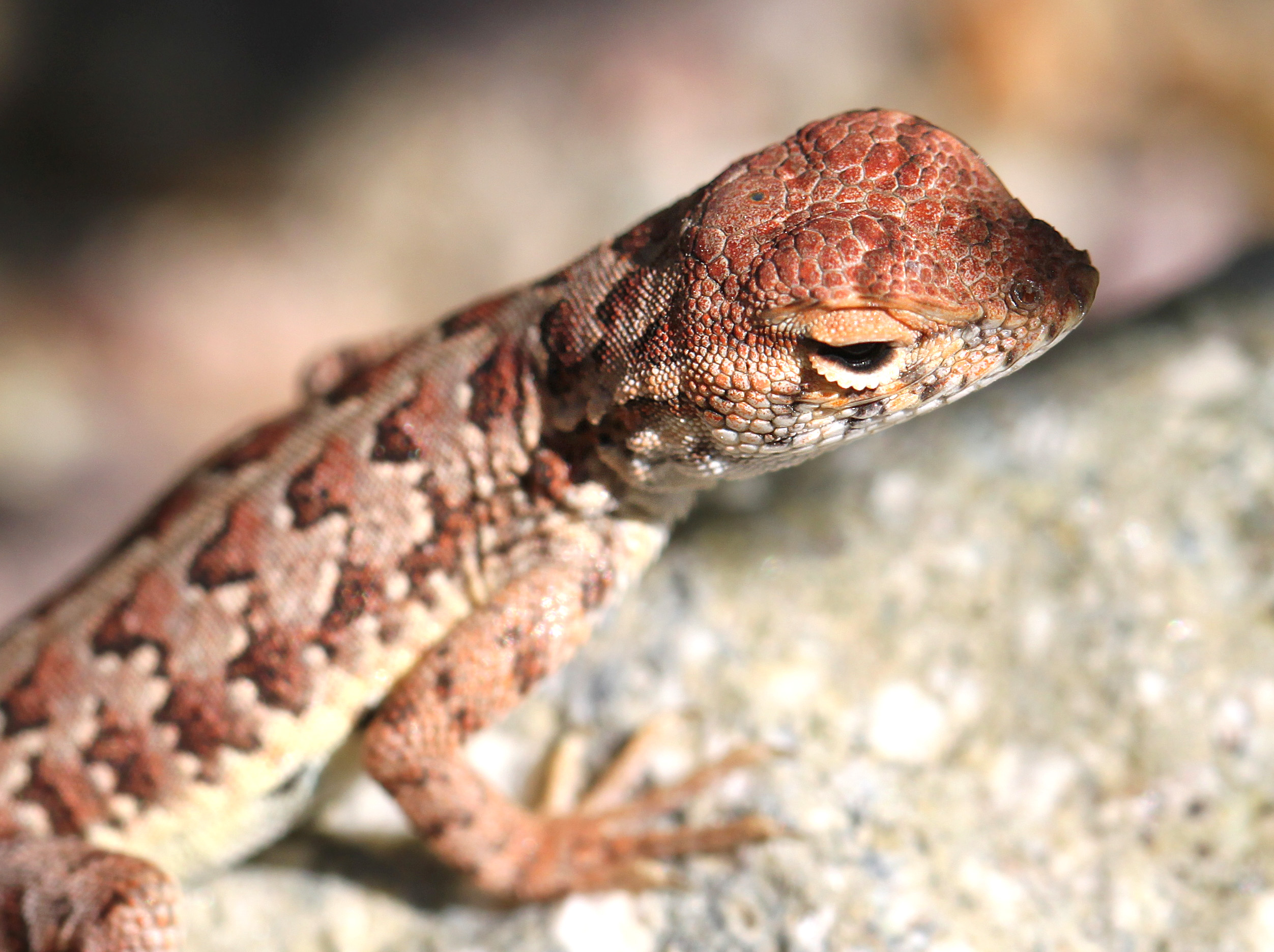
Gehooropeningen ontbreken, afgebeeld is Holbrookia elegans.

De hagedissen kunnen een totale lichaamslengte bereiken van tien tot vijftien centimeter inclusief de lange staart. De kopromplengte bedraagt ongeveer zes tot zeven cm. De kop is stomp en wordt gebruikt om zich in de grond in te graven. Er zijn geen uitwendige gehooropeningen zichtbaar. De poten en vingers en tenen zijn relatief lang.

## Verspreiding en habitat
Alle soorten komen voor in delen van Noord-Amerika en leven in de landen Mexico en de Verenigde Staten. De habitat bestaat uit drogere gebieden zoals scrubland, graslanden en zowel gematigde als hete woestijnen.

## Beschermingsstatus
Door de internationale natuurbeschermingsorganisatie IUCN is aan vier soorten een beschermingsstatus toegewezen. Drie soorten worden gezien als 'veilig' (Least Concern of LC) en de soort Holbrookia lacerata wordt beschouwd als 'gevoelig' toegewezen (Near Threatened of NT).